# Ляпунов, Михаил Александрович
Михаил Александрович Ляпунов (1908 — ?) — главный конструктор ракеты С-24, лауреат Государственной премии СССР.
Родился в Москве в 1908 году.
В 1929 году окончил Московский инженерно-строительный институт, после чего работал конструктором на заводе «Мастяжарт» (мастерские тяжёлой артиллерии, завод № 67, будущий ММЗ «Вымпел»), с 1944 года заместитель начальника цеха боеприпасов.
В январе 1945 года командирован на передовую для сбора образцов и материалов немецкой техники (1-й и 2-й Украинские и Белорусский фронты).
Приказом наркома боеприпасов с 9 мая 1945 года командирован в Германию и Чехословакию в составе группы генерала Л. М. Гайдукова для отбора образцов трофейного немецкого ракетного оружия и реактивной техники.
С конца 1945 года работал в ГЦКБ-1 (1.04.1947 г. преобразовано в НИИ-1 МСХМ) заместителем начальника отдела.
С 1952 года руководитель конструкторской группы по разработке неуправляемой авиационной ракеты калибра 280 мм. Предложил уменьшить калибр боеприпаса до 240 мм для снижения веса и улучшения тактико-технических характеристик. В результате в 1960 году на вооружение Советской армии был принят снаряд С-24, позже признанный одним из самых удачных.
В 1960—1970-х годах начальник отдела, главный конструктор по темам. Руководил разработкой ряда твердотопливных реактивных снарядов, принятых на вооружение.
В 1969 году за снаряд С-24 получил Государственную премию СССР. Причём при выдвижении его включили в группу разработчиков метода и средств борьбы с градобитиями с использованием противоградовых ракет и снарядов — как главного конструктора противоградовой ракеты ПГИ калибра 82,5 мм.
Награждён орденами и медалями.